# Nationale Academie van Wetenschappen van Oekraïne
De Nationale Academie van Wetenschappen van Oekraïne (Oekraïens: Національна академія наук України (НАН України), Natsionalna akademiya nauk Oekrajiny, afgekort NAN Oekrajiny of NANU) is een zelfstandige, door de staat gefinancierde organisatie in Oekraïne. Ze fungeert als centrum voor de ontwikkeling van wetenschap en technologie, door coördinatie tussen de onderzoeksinstituten in het land. Het is de belangrijkste onderzoekgerichte organisatie samen met de vijf andere academies in Oekraïne die gespecialiseerd zijn in verschillende wetenschappelijke disciplines. De NANU bestaat uit talrijke afdelingen, secties, onderzoeksinstituten, wetenschappelijke centra en diverse andere ondersteunende wetenschappelijke organisaties. 
De NANU is vergelijkbaar met de Koninklijke Nederlandse Akademie van Wetenschappen in Nederland en de Koninklijke Vlaamse Academie van België voor Wetenschappen en Kunsten.

## Historie
De oprichting van NANU werd bekrachtigd in de wet van 14 november 1918, waarna op 27 november 1918 de eerste algemene vergadering plaatsvond. De NANU kwam voort uit de Oekraïense Wetenschappelijke Vereniging in Kiev en de Wetenschappelijke Vereniging Sjevtsjenko (vernoemd naar Taras Sjevtsjenko) uit destijds Lemberg (nu: Lviv). Tussen 1919 en 1991 was de NANU nauw gelieerd aan de Academie van Wetenschappen van de Sovjet-Unie.

## (Oud-) voorzitters
| Voorzitter van de academie | Periode    |
| -------------------------- | ---------- |
| Vladimir Vernadski         | 1918–1921  |
| Orest Levytsky             | 1919–1921  |
| Mykola Vasylenko           | 1921–1922  |
| Orest Levytsky             | 1922       |
| Volodymyr Lipsky           | 1922–1928  |
| Danylo Zabolotny           | 1928–1929  |
| Aleksandr Bogomolets       | 1930–1946  |
| Vladimir Plotnikov         | 1941–1942  |
| Aleksandr Palladin         | 1946–1962  |
| Borys Paton                | 1962–2020  |
| Anatoli Zahorodni          | 2020–heden |